# Mistrovství světa v ledním hokeji do 18 let 2015
17. Mistrovství světa v ledním hokeji do 18 let 2015 se konalo od 16. do 26. dubna 2015 ve švýcarských městech Zug a Lucern. Juniorské mistrovství světa se na území Švýcarska konalo podruhé (předchozí MS se zde konalo v roce 2000).
Turnaje se účastnilo celkem 10 týmů (9 nejlepších z minulého mistrovství a 1 postupující z minulého ročníku skupiny A divize 1 – Lotyšsko.

## Stadiony
| Zug                           | Bossard Arena Swiss Life Arena | Lucern                           |
| Bossard Arena Kapacita: 7 015 | Bossard Arena Swiss Life Arena | Swiss Life Arena Kapacita: 5 000 |
| Bossard Arena                 | Bossard Arena Swiss Life Arena |                                  |

## Hrací formát turnaje
Hrací formát byl stejný jako v předchozím roce. Ve dvou základních skupinách si zahrálo vždy pět týmů systémem každý s každým. Vítězství se počítalo za tři body. V případě nerozhodného výsledku si oba týmy připsaly bod a následovalo 5minutové prodloužení a v případě nerozhodného výsledku samostatné nájezdy. Tato kritéria rozhodovala o držiteli bonusového bodu.
Čtyři nejlepší týmy z každé skupiny postoupily do čtvrtfinále, zatímco poslední týmy obou skupin hrály o udržení v elitní skupině (hrálo se na dva vítězné zápasy), kdy ten horší ze dvou týmů sestoupil do I divize.
Ani v playoff se nic nezměnilo, v případě vyrovnaného stavu i po šedesáti minutách se prodlužoval zápas o deset minut (ve finále o dvacet minut), případně proběhla trestná střílení. Vítěz zápasu postoupil dále.

## Rozhodčí
Mezinárodní federace ledního hokeje nominovala na Mistrovství světa do 18 let 12 hlavních rozhodčích a 10 čárových sudích.
hlavní rozhodčí
- Jimmy Bergamelli
- Andreas Harnebring
- Brett Iverson
- Andreas Koch
- Petri Lindqvist
- Róbert Müllner
- Jurij Oskirko
- Vladimír Pešina
- Christopher Pitoscia
- Marian Rohatsch
- Ladislav Smetana
- Per Gustav Solem

čároví
- Markku Büse
- Franco Espinoza
- Jiří Gebauer
- Martin Korba
- Ludvig Lundgren
- Brian Oliver
- Alexandr Otmachov
- Nicolas Piche
- Hannu Sormunen
- Michaël Tscherrig

## Legenda
Toto je seznam vysvětlivek použitých v souhrnech odehraných zápasů.
| - PH1 – Branka v přesilové hře (5 na 4) - PH2 – Branka v přesilové hře (5 na 3) - VO1 – Branka v oslabení (4 na 5) | - VO2 – Branka v oslabení (3 na 5) - SV – Gól při signalizovaném vyloučení - PB – Gól do prázdné branky | - PP – Gól při odvolání brankáře (power play) - ts. – Gól z trestného střílení - vla. – Vlastní gól |

## Základní skupiny

### Skupina A

#### Tabulka
| Legenda                         |
| ------------------------------- |
| Týmy postupující do čtvrtfinále |
| Tým bude hrát o udržení         |

| Tým       | Z | V | VP | PP | P | GV | GI | +/- | B  |
| --------- | - | - | -- | -- | - | -- | -- | --- | -- |
| Rusko     | 4 | 4 | 0  | 0  | 0 | 20 | 7  | +13 | 12 |
| USA       | 4 | 3 | 0  | 0  | 1 | 30 | 8  | +22 | 9  |
| Slovensko | 4 | 1 | 1  | 0  | 2 | 9  | 18 | −9  | 5  |
| Švédsko   | 4 | 1 | 0  | 0  | 3 | 16 | 17 | −1  | 3  |
| Německo   | 4 | 0 | 0  | 1  | 3 | 5  | 30 | −25 | 1  |

#### Zápasy
Všechny časy zápasů jsou uvedeny ve středoevropském letním čase (SELČ).
| 16. dubna 2015 14:45 | Švédsko | 1 : 3 (0:0, 0:1, 1:2) | Slovensko | Swiss Life Arena, Lucern Návštěvnost: 460 |  |

| Zpráva                                            |                                                   |                 | |                                                                               |
| Felix Sandström                                   | Felix Sandström                                   | Brankáři        | Adam Húska | Rozhodčí: Jimmy Bergamelli Jurij Oskirko Čároví: Franco Espinoza Jiří Gebauer |
| J. Eriksson Ek (R. Asplund, F. Ahl) (PH1) – 45:02 | J. Eriksson Ek (R. Asplund, F. Ahl) (PH1) – 45:02 | 0:1 1:1 1:2 1:3 | 37:39 – S. Solenský (P. Horváth, R. Žitný) 56:00 – M. Hecl (B. Sádecký) 59:41 (PB) – F. Lestan (R. Bondra, P. Valent) | Rozhodčí: Jimmy Bergamelli Jurij Oskirko Čároví: Franco Espinoza Jiří Gebauer |
| 8 min                                             | 8 min                                             | Tresty          | 8 min | Rozhodčí: Jimmy Bergamelli Jurij Oskirko Čároví: Franco Espinoza Jiří Gebauer |
| 37                                                | 37                                                | Střely          | 25 | Rozhodčí: Jimmy Bergamelli Jurij Oskirko Čároví: Franco Espinoza Jiří Gebauer |

| 16. dubna 2015 18:45 | Rusko | 3 : 1 (0:1, 2:0, 1:0) | USA | Swiss Life Arena, Lucern Návštěvnost: 925 |  |

| Zpráva | |                 |                  |                                                                              |
| Ilja Samsonov | Ilja Samsonov | Brankáři        | Luke Opilka      | Rozhodčí: Andreas Koch Róbert Müllner Čároví: Ludvig Lundgren Hannu Sormunen |
| D. Gurjanov (M. Vorobjov) (VO1) – 23:09 D. Žukenov (D. Sokolov, K. Kaprizov) (PH1) – 27:37 D. Sokolov (PB) – 59:36 | D. Gurjanov (M. Vorobjov) (VO1) – 23:09 D. Žukenov (D. Sokolov, K. Kaprizov) (PH1) – 27:37 D. Sokolov (PB) – 59:36 | 0:1 1:1 2:1 3:1 | 07:15 – T. Terry | Rozhodčí: Andreas Koch Róbert Müllner Čároví: Ludvig Lundgren Hannu Sormunen |
| 12 min | 12 min | Tresty          | 6 min            | Rozhodčí: Andreas Koch Róbert Müllner Čároví: Ludvig Lundgren Hannu Sormunen |
| 16 | 16 | Střely          | 50               | Rozhodčí: Andreas Koch Róbert Müllner Čároví: Ludvig Lundgren Hannu Sormunen |

| 17. dubna 2015 14:45 | Slovensko | 0 : 10 (0:4, 0:6, 0:0) | USA | Swiss Life Arena, Lucern Návštěvnost: 290 |  |

| Zpráva                                      |                                             |                                          | |                                                                                          |
| Adam Huška Vladimír Cibulka (od 34. minuty) | Adam Huška Vladimír Cibulka (od 34. minuty) | Brankáři                                 | Evan Sarthou | Rozhodčí: Andreas Harnebring Petri Lindqvist Čároví: Alexandr Otmachov Michaël Tscherrig |
|                                             |                                             | 0:1 0:2 0:3 0:4 0:5 0:6 0:7 0:8 0:9 0:10 | 01:09 – T. Terry (M. Floodstrand, B. Warren) 10:47 (PH1) – M. Tkachuk (J. Roslovic, A. Matthews) 14:20 (PH1) – J. Roslovic (M. Tkachuk, A. Matthews) 18:17 – J. Roslovic (A. Matthews, Ch. McAvoy) 20:28 – A. Matthews (M. Tkachuk, Ch. Krys) 24:49 – A. Matthews (M. Floodstrand, M. Tkachuk) 26:21 – J. Bracco (T. Terry, J. Masonius) 28:46 – C. Fitzgerald (M. Tkachuk, J. Roslovic) 29:46 – L. Kunin (Ch. Fischer, J. Greenway) 30:27 – B. Warren (M. Floodstrand, C. Fitzgerald) | Rozhodčí: Andreas Harnebring Petri Lindqvist Čároví: Alexandr Otmachov Michaël Tscherrig |
| 8 min                                       | 8 min                                       | Tresty                                   | 4 min | Rozhodčí: Andreas Harnebring Petri Lindqvist Čároví: Alexandr Otmachov Michaël Tscherrig |
| 15                                          | 15                                          | Střely                                   | 44 | Rozhodčí: Andreas Harnebring Petri Lindqvist Čároví: Alexandr Otmachov Michaël Tscherrig |

| 17. dubna 2015 18:45 | Rusko | 6 : 0 (2:0, 3:0, 1:0) | Německo | Swiss Life Arena, Lucern Návštěvnost: 362 |  |

| Zpráva | |                         |                                                 |                                                                              |
| Anton Krasotkin | Anton Krasotkin | Brankáři                | Mirko Pantkowski Patrick Berger (od 38. minuty) | Rozhodčí: Brett Iverson Vladimír Pešina Čároví: Franco Espinoza Martin Korba |
| D. Jurtajkin (M. Sidorov) – 06:59 D. Gurjanov (M. Vorobjov) – 11:05 V. Barabanov – 20:33 A. Ivanjuženkov (I. Jemec) – 24:58 I. Jemec (D. Žukenov, D. Sokolov) – 36:28 K. Kaprizov (A. Jakovenko, D. Sokolov) – 54:01 | D. Jurtajkin (M. Sidorov) – 06:59 D. Gurjanov (M. Vorobjov) – 11:05 V. Barabanov – 20:33 A. Ivanjuženkov (I. Jemec) – 24:58 I. Jemec (D. Žukenov, D. Sokolov) – 36:28 K. Kaprizov (A. Jakovenko, D. Sokolov) – 54:01 | 1:0 2:0 3:0 4:0 5:0 6:0 |                                                 | Rozhodčí: Brett Iverson Vladimír Pešina Čároví: Franco Espinoza Martin Korba |
| 8 min | 8 min | Tresty                  | 10 min                                          | Rozhodčí: Brett Iverson Vladimír Pešina Čároví: Franco Espinoza Martin Korba |
| 38 | 38 | Střely                  | 33                                              | Rozhodčí: Brett Iverson Vladimír Pešina Čároví: Franco Espinoza Martin Korba |

| 18. dubna 2015 17:00 | Německo | 1 : 7 (0:1, 0:5, 1:1) | Švédsko | Swiss Life Arena, Lucern Návštěvnost: 532 |  |

| Zpráva                                          |                                                 |                                 | |                                                                           |
| Mirko Pantkowski Patrick Berger (od 41. minuty) | Mirko Pantkowski Patrick Berger (od 41. minuty) | Brankáři                        | Felix Sandström | Rozhodčí: Andreas Koch Petri Lindqvist Čároví: Brian Oliver Nicolas Piche |
| T. Eder (L. Spitzner) – 47:34                   | T. Eder (L. Spitzner) – 47:34                   | 0:1 0:2 0:3 0:4 0:5 0:6 1:6 1:7 | 08:58 – S. Ohlsson 24:18 – S. Ohlsson (J. Dahlström, C. Grundström) 26:24 (PH1) – J. Eriksson Ek (J. Lindgren, L. Carlsson) 29:32 (PH1) – R. Asplund (O. Kylington, J. Eriksson Ek) 36:42 – J. Eriksson Ek (F. Ahl, O. Kylington) 38:29 (PH1) – S. Ohlsson (J. Dahlén, L. Olund) 49:00 (ts.) – C. Grundström | Rozhodčí: Andreas Koch Petri Lindqvist Čároví: Brian Oliver Nicolas Piche |
| 14 min                                          | 14 min                                          | Tresty                          | 4 min | Rozhodčí: Andreas Koch Petri Lindqvist Čároví: Brian Oliver Nicolas Piche |
| 32                                              | 32                                              | Střely                          | 48 | Rozhodčí: Andreas Koch Petri Lindqvist Čároví: Brian Oliver Nicolas Piche |

| 19. dubna 2015 13:00 | Slovensko | 2 : 4 (1:2, 0:1, 1:1) | Rusko | Swiss Life Arena, Lucern Návštěvnost: 660 |  |

| Zpráva                                                                     |                                                                            |                         | |                                                                                |
| Adam Huška                                                                 | Adam Huška                                                                 | Brankáři                | Ilja Samsonov | Rozhodčí: Vladimír Pešina Per Gustav Solem Čároví: Markku Büse Franco Espinoza |
| P. Horváth (S. Solenský) – 17:26 F. Lestan (A. Vadovič, P. Valent) – 48:26 | P. Horváth (S. Solenský) – 17:26 F. Lestan (A. Vadovič, P. Valent) – 48:26 | 0:1 0:2 1:2 1:3 2:3 2:4 | 05:25 – G. Rubcov (A. Ivanjuženkov) 06:54 – D. Gurjanov (K. Kaprizov, M. Vorobjov) 23:10 – D. Žukenov (K. Beljajev, K. Kaprizov) 53:57 – D. Jurtajkin (D. Kvartalnov, M. Sidorov) | Rozhodčí: Vladimír Pešina Per Gustav Solem Čároví: Markku Büse Franco Espinoza |
| 8 min                                                                      | 8 min                                                                      | Tresty                  | 10 min | Rozhodčí: Vladimír Pešina Per Gustav Solem Čároví: Markku Büse Franco Espinoza |
| 36                                                                         | 36                                                                         | Střely                  | 35 | Rozhodčí: Vladimír Pešina Per Gustav Solem Čároví: Markku Büse Franco Espinoza |

| 19. dubna 2015 17:00 | USA | 6 : 4 (1:1, 2:2, 3:1) | Švédsko | Swiss Life Arena, Lucern Návštěvnost: 1 222 |  |

| Zpráva | |                                         | |                                                                                 |
| Luke Opilka | Luke Opilka | Brankáři                                | Felix Sandström | Rozhodčí: Brett Iverson Marian Rohatsch Čároví: Nicolas Piche Michaël Tscherrig |
| C. Keller (C. White) – 05:22 Ch. Fischer (C. Keller, Ch. McAvoy) (PH1) – 33:03 C. White (J. Bracco, J. Greenway) – 37:56 C. Keller (C. White, J. Bracco) – 43:45 A. Matthews (C. Fitzgerald) – 51:43 Ch. Krys (Ch. Fischer, C. Keller) (PB) – 59:59 | C. Keller (C. White) – 05:22 Ch. Fischer (C. Keller, Ch. McAvoy) (PH1) – 33:03 C. White (J. Bracco, J. Greenway) – 37:56 C. Keller (C. White, J. Bracco) – 43:45 A. Matthews (C. Fitzgerald) – 51:43 Ch. Krys (Ch. Fischer, C. Keller) (PB) – 59:59 | 0:1 1:1 2:1 2:2 3:2 3:3 4:3 4:4 5:4 6:4 | 04:48 – C. Grundström (J. Larsson, S. Ohlsson) 36:49 (PH1) – J. Eriksson Ek (R. Asplund, F. Ahl) 39:21 – J. Dahlén (J. Larsson, L. Olund) 50:35 – R. Asplund (J. Dahlén, L. Olund) | Rozhodčí: Brett Iverson Marian Rohatsch Čároví: Nicolas Piche Michaël Tscherrig |
| 8 min | 8 min | Tresty                                  | 20 min | Rozhodčí: Brett Iverson Marian Rohatsch Čároví: Nicolas Piche Michaël Tscherrig |
| 53 | 53 | Střely                                  | 18 | Rozhodčí: Brett Iverson Marian Rohatsch Čároví: Nicolas Piche Michaël Tscherrig |

| 20. dubna 2015 18:45 | Německo | 3 : 4 SN (1:0, 1:1, 1:2 ; 0:0 ; 0:1) | Slovensko | Swiss Life Arena, Lucern Návštěvnost: 332 |  |

| Zpráva | |                                            | |                                                                                        |
| Patrick Berger | Patrick Berger | Brankáři                                   | Adam Húska | Rozhodčí: Christopher Pitoscia Per Gustav Solem Čároví: Brian Oliver Michaël Tscherrig |
| T. Eder (J. Mayenschein) (PH1) – 07:51 J. Mayenschein (J. Napravnik) – 34:06 L. Kalble – 55:20 Julian Napravnik Tobias Eder Yannick Drews | T. Eder (J. Mayenschein) (PH1) – 07:51 J. Mayenschein (J. Napravnik) – 34:06 L. Kalble – 55:20 Julian Napravnik Tobias Eder Yannick Drews | 1:0 1:1 2:1 2:2 2:3 3:3 Samostatné nájezdy | 20:25 (PH1) – R. Bondra (P. Valent) 42:59 – M. Andrisík (R. Bondra) 51:17 – P. Valent (R. Bondra, M. Andrisík) Roman Žitný Samuel Solenský Matěj Murín | Rozhodčí: Christopher Pitoscia Per Gustav Solem Čároví: Brian Oliver Michaël Tscherrig |
| 4 min | 4 min | Tresty                                     | 6 min | Rozhodčí: Christopher Pitoscia Per Gustav Solem Čároví: Brian Oliver Michaël Tscherrig |
| 42 | 42 | Střely                                     | 23 | Rozhodčí: Christopher Pitoscia Per Gustav Solem Čároví: Brian Oliver Michaël Tscherrig |

| 21. dubna 2015 14:45 | USA | 13 : 1 (4:0, 5:1, 4:0) | Německo | Swiss Life Arena, Lucern Návštěvnost: 317 |  |

| Zpráva | |                                                             |                                                 |                                                                               |
| Evan Sarthou | Evan Sarthou | Brankáři                                                    | Mirko Pantkowski Patrick Berger (od 41. minuty) | Rozhodčí: Róbert Müllner Jurij Oskirko Čároví: Franco Espinoza Hannu Sormunen |
| J. Roslovic (A. Matthews, C. Jones) – 07:23 L. Kunin (N. Boka) – 10:32 J. Roslovic (A. Matthews, M. Tkachuk) (PH1) – 12:34 M. Tkachuk (A. Matthews, J. Roslovic) – 13:19 C. White (Ch. Fischer, J. Bracco) (PH1) – 26:39 L. Kunin (Ch. McAvoy, J. Bracco) – 30:12 T. Terry (C. Jones, Ch. Fischer) (PH1) – 30:42 N. Boka (J. Bracco, C. Jones) – 34:45 L. Kunin (J. Greenway) (VO1) – 38:13 J. Bracco (M. Floodstrand, C. Keller) – 44:51 A. Matthews (Ch. Krys) – 47:58 B. Warren (J. Greenway, T. Thompson) – 51:47 J. Roslovic (M. Tkachuk) – 52:32 | J. Roslovic (A. Matthews, C. Jones) – 07:23 L. Kunin (N. Boka) – 10:32 J. Roslovic (A. Matthews, M. Tkachuk) (PH1) – 12:34 M. Tkachuk (A. Matthews, J. Roslovic) – 13:19 C. White (Ch. Fischer, J. Bracco) (PH1) – 26:39 L. Kunin (Ch. McAvoy, J. Bracco) – 30:12 T. Terry (C. Jones, Ch. Fischer) (PH1) – 30:42 N. Boka (J. Bracco, C. Jones) – 34:45 L. Kunin (J. Greenway) (VO1) – 38:13 J. Bracco (M. Floodstrand, C. Keller) – 44:51 A. Matthews (Ch. Krys) – 47:58 B. Warren (J. Greenway, T. Thompson) – 51:47 J. Roslovic (M. Tkachuk) – 52:32 | 1:0 2:0 3:0 4:0 4:1 5:1 6:1 7:1 8:1 9:1 10:1 11:1 12:1 13:1 | 22:56 (PH1) – S. Schütz (M. Gläßl, M. Daubner)  | Rozhodčí: Róbert Müllner Jurij Oskirko Čároví: Franco Espinoza Hannu Sormunen |
| 10 min | 10 min | Tresty                                                      | 10 min                                          | Rozhodčí: Róbert Müllner Jurij Oskirko Čároví: Franco Espinoza Hannu Sormunen |
| 49 | 49 | Střely                                                      | 15                                              | Rozhodčí: Róbert Müllner Jurij Oskirko Čároví: Franco Espinoza Hannu Sormunen |

| 21. dubna 2015 18:45 | Švédsko | 4 : 7 (2:1, 1:2, 1:4) | Rusko | Swiss Life Arena, Lucern Návštěvnost: 732 |  |

| Zpráva | |                                             | |                                                                                  |
| Daniel Marmenlind | Daniel Marmenlind | Brankáři                                    | Anton Krasotkin | Rozhodčí: Petri Lindqvist Christopher Pitoscia Čároví: Martin Korba Brian Oliver |
| J. Lindgren (R. Asplund) – 00:46 L. Lindström (A. Younan, J. Davidsson) – 11:58 J. Dahlén (L. Olund, S. Olsson) (PH1) – 22:02 G. Olhaver (J. Larsson, J. Dahlén) – 42:06 | J. Lindgren (R. Asplund) – 00:46 L. Lindström (A. Younan, J. Davidsson) – 11:58 J. Dahlén (L. Olund, S. Olsson) (PH1) – 22:02 G. Olhaver (J. Larsson, J. Dahlén) – 42:06 | 0:1 1:1 2:1 3:1 3:2 3:3 4:3 4:4 4:5 4:6 4:7 | 00:17 – M. Vorobjov (D. Jurtajkin, D. Gurjanov) 29:13 (VO1) – D. Gurjanov 37:22 – D. Žukenov (D. Jurtajkin) 48:43 (PH1) – D. Gurjanov (A. Jakovenko, D. Žukenov) 52:41 – D. Sokolov (D. Žukenov, D. Jurtajkin) 53:33 – A. Ivanjuženkov (G. Rubcov, A. Jakovenko) 57:17 (VO1, PB) – D. Gurjanov | Rozhodčí: Petri Lindqvist Christopher Pitoscia Čároví: Martin Korba Brian Oliver |
| 12 min | 12 min | Tresty                                      | 20 min | Rozhodčí: Petri Lindqvist Christopher Pitoscia Čároví: Martin Korba Brian Oliver |
| 52 | 52 | Střely                                      | 36 | Rozhodčí: Petri Lindqvist Christopher Pitoscia Čároví: Martin Korba Brian Oliver |

### Skupina B

#### Tabulka
| Tým       | Z | V | VP | PP | P | GV | GI | +/- | B  |
| --------- | - | - | -- | -- | - | -- | -- | --- | -- |
| Kanada    | 4 | 4 | 0  | 0  | 0 | 21 | 11 | +10 | 12 |
| Finsko    | 4 | 3 | 0  | 0  | 1 | 14 | 6  | +8  | 9  |
| Česko     | 4 | 2 | 0  | 0  | 2 | 12 | 10 | +2  | 6  |
| Švýcarsko | 4 | 0 | 1  | 0  | 3 | 5  | 14 | −9  | 2  |
| Lotyšsko  | 4 | 0 | 0  | 1  | 3 | 10 | 21 | −11 | 1  |

#### Zápasy
Všechny časy zápasů jsou uvedeny ve středoevropském letním čase (SELČ).
| 16. dubna 2015 15:45 | Kanada | 11 : 6 (2:3, 6:0, 3:3) | Lotyšsko | Bossard Arena, Zug Návštěvnost: 170 |  |

| Zpráva | |                                                                         | |                                                                                    |
| Zach Sawchenko | Zach Sawchenko | Brankáři                                                                | Denijis Romanovskis Mareks Mitens (od 57. minuty) | Rozhodčí: Vladimír Pešina Per Gustav Solem Čároví: Brian Oliver Alexander Otmachov |
| N. Roy (G. Gawdin) – 11:57 N. Roy (M. Stephens) – 17:04 B. Howden (T. Benson, M. Spencer) – 23:05 J. Harkins (T. Benson, P. Wotherspoon) – 24:14 J. Roy (M. Barzal) – 26:09 M. Stephens (T. Benson) – 26:22 K. Capobianco (M. Spencer) – 27:20 G. Brisebois – 29:54 J. Roy (M. Barzal) (PH1) - 43:42 M. Stephens (A. Beauvillier, M. Barzal) - 46:46 N. Roy (P. Wotherspoon) - 49:55 | N. Roy (G. Gawdin) – 11:57 N. Roy (M. Stephens) – 17:04 B. Howden (T. Benson, M. Spencer) – 23:05 J. Harkins (T. Benson, P. Wotherspoon) – 24:14 J. Roy (M. Barzal) – 26:09 M. Stephens (T. Benson) – 26:22 K. Capobianco (M. Spencer) – 27:20 G. Brisebois – 29:54 J. Roy (M. Barzal) (PH1) - 43:42 M. Stephens (A. Beauvillier, M. Barzal) - 46:46 N. Roy (P. Wotherspoon) - 49:55 | 0:1 1:1 1:2 2:2 2:3 3:3 4:3 5:3 6:3 7:3 8:3 8:4 9:4 10:4 11:4 11:5 11:6 | 10:17 (PH1) – K. Zīle (K. Čukste, M. Dzierkals) 14:40 (VO1) – B. Priede (E. Tralmaks) 17:14 – R. Bernhards (R. Blugers) 41:06 (PH1) – F. Buncis (K. Zīle) 50:39 (PH1) - K. Čukste (F. Buncis) 56:02 (VO1) - E. Tralmaks | Rozhodčí: Vladimír Pešina Per Gustav Solem Čároví: Brian Oliver Alexander Otmachov |
| 16 min | 16 min | Tresty                                                                  | 10 min | Rozhodčí: Vladimír Pešina Per Gustav Solem Čároví: Brian Oliver Alexander Otmachov |
| 44 | 44 | Střely                                                                  | 22 | Rozhodčí: Vladimír Pešina Per Gustav Solem Čároví: Brian Oliver Alexander Otmachov |

| 16. dubna 2015 19:45 | Finsko | 6 : 1 (1:1, 3:0, 2:0) | Česko | Bossard Arena, Zug Návštěvnost: 315 |  |

| Zpráva | |                             |                                           |                                                                                   |
| Veini Vehviläinen | Veini Vehviläinen | Brankáři                    | Daniel Vladař                             | Rozhodčí: Marian Rohatsch Ladislav Smetana Čároví: Martin Korba Michaël Tscherrig |
| J. Niemelä (S. Tavernier) (PH1) – 08:50 V. Saarijärvi (J. Nättinen, Patrik Laine) (PH1) – 23:05 Patrik Laine (J. Puljujärvi) – 25:25 J. Nättinen (P. Palmu) (PH1) – 27:36 J. Tammela (V. Saarijärvi, Patrik Laine) (PH1) – 42:25 P. Palmu (J. Tammela, Patrik Laine) (PH1) – 46:35 | J. Niemelä (S. Tavernier) (PH1) – 08:50 V. Saarijärvi (J. Nättinen, Patrik Laine) (PH1) – 23:05 Patrik Laine (J. Puljujärvi) – 25:25 J. Nättinen (P. Palmu) (PH1) – 27:36 J. Tammela (V. Saarijärvi, Patrik Laine) (PH1) – 42:25 P. Palmu (J. Tammela, Patrik Laine) (PH1) – 46:35 | 1:0 1:1 2:1 3:1 4:1 5:1 6:1 | 10:27 - L. Hájek (J. Zbořil, R. Koblížek) | Rozhodčí: Marian Rohatsch Ladislav Smetana Čároví: Martin Korba Michaël Tscherrig |
| 14 min | 14 min | Tresty                      | 30 min                                    | Rozhodčí: Marian Rohatsch Ladislav Smetana Čároví: Martin Korba Michaël Tscherrig |
| 43 | 43 | Střely                      | 27                                        | Rozhodčí: Marian Rohatsch Ladislav Smetana Čároví: Martin Korba Michaël Tscherrig |

| 17. dubna 2015 15:45 | Lotyšsko | 1 : 4 (0:1, 1:1, 0:2) | Česko | Bossard Arena, Zug Návštěvnost: 721 |  |

| Zpráva                                           |                                                  |                     | |                                                                           |
| Mareks Mitens                                    | Mareks Mitens                                    | Brankáři            | Daniel Vladař | Rozhodčí: Andreas Koch Marian Rohatsch Čároví: Markku Büse Hannu Sormunen |
| M. Dzierkals (Ē. Žohovs, R. Baranovskis) – 35:47 | M. Dzierkals (Ē. Žohovs, R. Baranovskis) – 35:47 | 0:1 0:2 1:2 1:3 1:4 | 04:05 – D. Kaše (M. Špaček, F. Hronek) 24:56 (PH1) – P. Zacha (D. Krenželok) 50:25 – L. Anděl (M. Špaček, D. Kaše) 59:07 (PB) – P. Zacha (M. Špaček) | Rozhodčí: Andreas Koch Marian Rohatsch Čároví: Markku Büse Hannu Sormunen |
| 37 min                                           | 37 min                                           | Tresty              | 14 min | Rozhodčí: Andreas Koch Marian Rohatsch Čároví: Markku Büse Hannu Sormunen |
| 33                                               | 33                                               | Střely              | 47 | Rozhodčí: Andreas Koch Marian Rohatsch Čároví: Markku Büse Hannu Sormunen |

| 17. dubna 2015 19:45 | Finsko | 3 : 1 (1:1, 1:0, 1:0) | Švýcarsko | Bossard Arena, Zug Návštěvnost: 3 370 |  |

| Zpráva | |                 |                        |                                                                                  |
| Veini Vehviläinen | Veini Vehviläinen | Brankáři        | Joren van Pottelberghe | Rozhodčí: Róbert Müllner Christopher Pitoscia Čároví: Jiří Gebauer Nicolas Piche |
| J. Puljujärvi (Patrik Laine, J. Välimäki) – 06:22 Patrik Laine (V. Saarijärvi) (PH1) – 21:15 V. Saarijärvi (A. Saarela) – 51:53 | J. Puljujärvi (Patrik Laine, J. Välimäki) – 06:22 Patrik Laine (V. Saarijärvi) (PH1) – 21:15 V. Saarijärvi (A. Saarela) – 51:53 | 1:0 1:1 2:1 3:1 | 13:07 – D. Malgin      | Rozhodčí: Róbert Müllner Christopher Pitoscia Čároví: Jiří Gebauer Nicolas Piche |
| 8 min | 8 min | Tresty          | 20 min                 | Rozhodčí: Róbert Müllner Christopher Pitoscia Čároví: Jiří Gebauer Nicolas Piche |
| 26 | 26 | Střely          | 23                     | Rozhodčí: Róbert Müllner Christopher Pitoscia Čároví: Jiří Gebauer Nicolas Piche |

| 18. dubna 2015 18:45 | Švýcarsko | 1 : 4 (0:1, 1:2, 0:1) | Kanada | Bossard Arena, Zug Návštěvnost: 5 277 |  |

| Zpráva                                             |                                                    |                     | |                                                                              |
| Joren van Pottelberghe                             | Joren van Pottelberghe                             | Brankáři            | Evan Cormier | Rozhodčí: Jimmy Bergamelli Jurij Oskirko Čároví: Markku Büse Ludvig Lundgren |
| D. Diem (D. Malgin, J. Siegenthaler) (PH1) – 38:21 | D. Diem (D. Malgin, J. Siegenthaler) (PH1) – 38:21 | 0:1 0:2 0:3 1:3 1:4 | 04:00 (PH1) – M. Barzal (M. Stephens, T. Chabot) 22:58 – M. Barzal 29:59 (PH1) – N. Roy (J. Harkins, P. Wotherspoon) 40:30 (PH1) – A. Beauvillier (M. Stephens, M. Barzal) | Rozhodčí: Jimmy Bergamelli Jurij Oskirko Čároví: Markku Büse Ludvig Lundgren |
| 16 min                                             | 16 min                                             | Tresty              | 20 min | Rozhodčí: Jimmy Bergamelli Jurij Oskirko Čároví: Markku Büse Ludvig Lundgren |
| 20                                                 | 20                                                 | Střely              | 29 | Rozhodčí: Jimmy Bergamelli Jurij Oskirko Čároví: Markku Büse Ludvig Lundgren |

| 19. dubna 2015 14:45 | Lotyšsko | 1 : 3 (1:0, 0:2, 0:1) | Finsko | Bossard Arena, Zug Návštěvnost: 363 |  |

| Zpráva                                              |                                                     |                 | |                                                                                 |
| Gustavs Grigals Denijis Romanovskis (od 58. minuty) | Gustavs Grigals Denijis Romanovskis (od 58. minuty) | Brankáři        | Veini Vehviläinen | Rozhodčí: Jimmy Bergamelli Andreas Harnebring Čároví: Jiří Gebauer Martin Korba |
| R. Puide (B. Priede, E. Tralmaks) – 13:56           | R. Puide (B. Priede, E. Tralmaks) – 13:56           | 1:0 1:1 1:2 1:3 | 28:40 (PH1) – J. Nättinen (J. Tammela, V. Saarijärvi) 35:44 (PH1) – Patrik Laine (J. Tammela, V. Saarijärvi) 46:42 – Patrik Laine (V. Saarijärvi, A. Saarela) | Rozhodčí: Jimmy Bergamelli Andreas Harnebring Čároví: Jiří Gebauer Martin Korba |
| 14 min                                              | 14 min                                              | Tresty          | 16 min | Rozhodčí: Jimmy Bergamelli Andreas Harnebring Čároví: Jiří Gebauer Martin Korba |
| 32                                                  | 32                                                  | Střely          | 29 | Rozhodčí: Jimmy Bergamelli Andreas Harnebring Čároví: Jiří Gebauer Martin Korba |

| 19. dubna 2015 18:45 | Česko | 2 : 3 (1:1, 1:1, 0:1) | Kanada | Bossard Arena, Zug Návštěvnost: 749 |  |

| Zpráva                                            |                                                   |                     | |                                                                                          |
| Aleš Stezka                                       | Aleš Stezka                                       | Brankáři            | Zach Sawchenko | Rozhodčí: Christopher Pitoscia Ladislav Smetana Čároví: Alexandr Otmachov Hannu Sormunen |
| P. Zacha (M. Svoboda) – 06:21 R. Koblížek – 33:06 | P. Zacha (M. Svoboda) – 06:21 R. Koblížek – 33:06 | 1:0 1:1 1:2 2:2 2:3 | 16:04 – P. Wotherspoon (P-L. Dubois, E. Bear) 25:57 – A. Beauvillier (M. Barzal, M. Stephens) 44:21 (PH1) – A. Beauvillier (M. Barzal, T. Chabot) | Rozhodčí: Christopher Pitoscia Ladislav Smetana Čároví: Alexandr Otmachov Hannu Sormunen |
| 8 min                                             | 8 min                                             | Tresty              | 6 min | Rozhodčí: Christopher Pitoscia Ladislav Smetana Čároví: Alexandr Otmachov Hannu Sormunen |
| 45                                                | 45                                                | Střely              | 39 | Rozhodčí: Christopher Pitoscia Ladislav Smetana Čároví: Alexandr Otmachov Hannu Sormunen |

| 20. dubna 2015 19:45 | Švýcarsko | 3 : 2 PP (0:0, 1:1, 1:1 ; 1:0) | Lotyšsko | Bossard Arena, Zug Návštěvnost: 2 561 |  |

| Zpráva                                                                                        |                                                                                               |                     |                                                                           |                                                                               |
| Joren van Pottelberghe                                                                        | Joren van Pottelberghe                                                                        | Brankáři            | Denijis Romanovskis                                                       | Rozhodčí: Brett Iverson Ladislav Smetana Čároví: Jiří Gebauer Ludvig Lundgren |
| C. Thurkauf – 22:57 R. Fuchs (J. Siegenthaler) (SV) – 41:34 D. Malgin (D. Riat) (PH1) – 63:42 | C. Thurkauf – 22:57 R. Fuchs (J. Siegenthaler) (SV) – 41:34 D. Malgin (D. Riat) (PH1) – 63:42 | 1:0 1:1 2:1 2:2 3:2 | 25:09 (PH1) – R. Balcers (M. Dzierkals) 44:25 – R. Balcers (M. Dzierkals) | Rozhodčí: Brett Iverson Ladislav Smetana Čároví: Jiří Gebauer Ludvig Lundgren |
| 10 min                                                                                        | 10 min                                                                                        | Tresty              | 20 min                                                                    | Rozhodčí: Brett Iverson Ladislav Smetana Čároví: Jiří Gebauer Ludvig Lundgren |
| 45                                                                                            | 45                                                                                            | Střely              | 25                                                                        | Rozhodčí: Brett Iverson Ladislav Smetana Čároví: Jiří Gebauer Ludvig Lundgren |

| 21. dubna 2015 15:45 | Kanada | 3 : 2 (0:2, 3:0, 0:0) | Finsko | Bossard Arena, Zug Návštěvnost: 1 133 |  |

| Zpráva                                                                                                | |                     | |                                                                                        |
| Evan Cormier                                                                                          | Evan Cormier                                                                                          | Brankáři            | Veini Vehvilainen                                                                                  | Rozhodčí: Andreas Harnebring Vladimír Pešina Čároví: Ludvig Lundgren Alexandr Otmachov |
| M. Barzal (T. Chabot) (PH1) – 29:49 T. Chabot (M. Barzal) (PH1) – 30:55 T. Benson (G. Gawdin) – 36:21 | M. Barzal (T. Chabot) (PH1) – 29:49 T. Chabot (M. Barzal) (PH1) – 30:55 T. Benson (G. Gawdin) – 36:21 | 0:1 0:2 1:2 2:2 3:2 | 09:03 (SV) – A. Saarela (V. Saarijärvi, P. Palmu) 19:32 – Patrik Laine (J. Puljujärvi, A. Saarela) | Rozhodčí: Andreas Harnebring Vladimír Pešina Čároví: Ludvig Lundgren Alexandr Otmachov |
| 12 min                                                                                                | 12 min                                                                                                | Tresty              | 10 min                                                                                             | Rozhodčí: Andreas Harnebring Vladimír Pešina Čároví: Ludvig Lundgren Alexandr Otmachov |
| 35 | 35 | Střely              | 33                                                                                                 | Rozhodčí: Andreas Harnebring Vladimír Pešina Čároví: Ludvig Lundgren Alexandr Otmachov |

| 21. dubna 2015 19:45 | Česko | 5 : 0 (2:0, 2:0, 1:0) | Švýcarsko | Bossard Arena, Zug Návštěvnost: 2 468 |  |

| Zpráva | |                     |                        |                                                                            |
| Daniel Vladař | Daniel Vladař | Brankáři            | Joren van Pottelberghe | Rozhodčí: Brett Iverson Per Gustav Solem Čároví: Markku Büse Nicolas Piche |
| D. Kaše (J. Zbořil) – 15:25 M. Špaček (D. Kaše) – 17:13 P. Zacha (M. Špaček) – 28:58 J. Zbořil (Š. Stránský, J. Dufek) – 33:05 F. Suchý (F. Hronek) (PH1) – 59:27 | D. Kaše (J. Zbořil) – 15:25 M. Špaček (D. Kaše) – 17:13 P. Zacha (M. Špaček) – 28:58 J. Zbořil (Š. Stránský, J. Dufek) – 33:05 F. Suchý (F. Hronek) (PH1) – 59:27 | 1:0 2:0 3:0 4:0 5:0 |                        | Rozhodčí: Brett Iverson Per Gustav Solem Čároví: Markku Büse Nicolas Piche |
| 18 min | 18 min | Tresty              | 10 min                 | Rozhodčí: Brett Iverson Per Gustav Solem Čároví: Markku Büse Nicolas Piche |
| 32 | 32 | Střely              | 20                     | Rozhodčí: Brett Iverson Per Gustav Solem Čároví: Markku Büse Nicolas Piche |

## O udržení
Všechny časy zápasů jsou uvedeny ve středoevropském letním čase (SELČ). Série se hrála na dva vítězné zápasy.
| 23. dubna 2015 12:15 | Lotyšsko | 5 : 3 (3:1, 1:0, 1:2) | Německo | Bossard Arena, Zug Návštěvnost: 276 |  |

| Zpráva | |                                 | |                                                                                     |
| Mareks Mitens | Mareks Mitens | Brankáři                        | Mirko Pantkowski Patrick Berger (od 21. minuty)                                                                                   | Rozhodčí: Brett Iverson Christopher Pitoscia Čároví: Ludvig Lundgren Hannu Sormunen |
| M. Dzierkals (F. Buncis, R. Balcers) – 04:32 K. Čukste (R. Balcers, M. Dzierkals) (PH1) – 15:17 E. Tralmaks (B. Priede, R. Puide) – 19:58 F. Buncis (M. Dzierkals, K. Čukste) – 26:15 K. Zīle (M. Dzierkals, K. Čukste) – 47:43 | M. Dzierkals (F. Buncis, R. Balcers) – 04:32 K. Čukste (R. Balcers, M. Dzierkals) (PH1) – 15:17 E. Tralmaks (B. Priede, R. Puide) – 19:58 F. Buncis (M. Dzierkals, K. Čukste) – 26:15 K. Zīle (M. Dzierkals, K. Čukste) – 47:43 | 0:1 1:1 2:1 3:1 4:1 5:1 5:2 5:3 | 01:01 – K. Kiefersauer (T. Eder) 56:06 – J. Mayenschein (P. Halbauer, Ch. Korner) 58:16 (PH1) – L. Kalble (Y. Drews, P. Halbauer) | Rozhodčí: Brett Iverson Christopher Pitoscia Čároví: Ludvig Lundgren Hannu Sormunen |
| 16 min | 16 min | Tresty                          | 16 min | Rozhodčí: Brett Iverson Christopher Pitoscia Čároví: Ludvig Lundgren Hannu Sormunen |
| 25 | 25 | Střely                          | 36 | Rozhodčí: Brett Iverson Christopher Pitoscia Čároví: Ludvig Lundgren Hannu Sormunen |

| 24. dubna 2015 18:00 | Německo | 3 : 5 (1:0, 1:2, 1:3) | Lotyšsko | Swiss Life Arena, Lucern Návštěvnost: 387 |  |

| Zpráva | |                                 | |                                                                                   |
| Mareks Mitens | Mareks Mitens | Brankáři                        | Patrick Berger | Rozhodčí: Jimmy Bergamelli Petri Lindqvist Čároví: Brian Oliver Michaël Tscherrig |
| Ch. Korner (S. Schütz) – 00:16 T. Eder (T. Bernhardt, S. Schütz) (PH1) – 24:46 J. Napravnik (L. Kälble, L. Spitzner) – 51:43 | Ch. Korner (S. Schütz) – 00:16 T. Eder (T. Bernhardt, S. Schütz) (PH1) – 24:46 J. Napravnik (L. Kälble, L. Spitzner) – 51:43 | 1:0 2:0 2:1 2:2 2:3 2:4 3:4 3:5 | 26:58 – M. Dzierkals (R. Balcers) 34:05 – F. Buncis (K. Rubīns, R. Balcers) 42:31 – R. Bernhards (K. Čukste) 43:23 (VO1) – Ē. Žohovs (K. Rubīns) 57:05 (VO1) – Ē. Žohovs (G. Jansons) | Rozhodčí: Jimmy Bergamelli Petri Lindqvist Čároví: Brian Oliver Michaël Tscherrig |
| 18 min | 18 min | Tresty                          | 12 min | Rozhodčí: Jimmy Bergamelli Petri Lindqvist Čároví: Brian Oliver Michaël Tscherrig |
| 40 | 40 | Střely                          | 27 | Rozhodčí: Jimmy Bergamelli Petri Lindqvist Čároví: Brian Oliver Michaël Tscherrig |

## Play off

### Pavouk
|  | Čtvrtfinále 1 |               |               |  |    |              |              |              |  |               |               |               |   |
|  | A1            | Rusko         | 0             |  |    |              |              |              |  |               |               |               |   |
|  | B4            | Švýcarsko     | 5             |  |    | Semifinále 1 | Semifinále 1 | Semifinále 1 |  |               |               |               |   |
|  |               |               |               |  |    | B4           | Švýcarsko    | 4            |  |               |               |               |   |
|  | Čtvrtfinále 2 | Čtvrtfinále 2 | Čtvrtfinále 2 |  | B2 | Finsko       | 5            |              |  |               |               |               |   |
|  | B2            | Finsko        | 3             |  |    |              |              |              |  |               |               |               |   |
|  | A3            | Slovensko     | 0             |  |    |              |              |              |  | Finále        | Finále        | Finále        |   |
|  |               |               |               |  |    |              |              |              |  |               | A2            | USA           | 2 |
|  | Čtvrtfinále 3 | Čtvrtfinále 3 | Čtvrtfinále 3 |  |    |              |              |              |  |               | B2            | Finsko        | 1 |
|  | B1            | Kanada        | 5             |  |    |              |              |              |  |               |               |               |   |
|  | A4            | Švédsko       | 3             |  |    | Semifinále 2 | Semifinále 2 | Semifinále 2 |  | Zápas o bronz | Zápas o bronz | Zápas o bronz |   |
|  |               |               |               |  |    | B1           | Kanada       | 2            |  | B1            | Kanada        | 5             |   |
|  | Čtvrtfinále 4 | Čtvrtfinále 4 | Čtvrtfinále 4 |  | A2 | USA          | 7            |              |  | B4            | Švýcarsko     | 2             |   |
|  | A2            | USA           | 7             |  |    |              |              |              |  |               |               |               |   |
|  | B3            | Česko         | 2             |  |    |              |              |              |  |               |               |               |   |

Všechny časy zápasů jsou uvedeny ve středoevropském letním čase (SELČ).

### Čtvrtfinále
| 23. dubna 2015 14:45 | USA | 7 : 2 (4:0, 0:1, 3:1) | Česko | Swiss Life Arena, Lucern Návštěvnost: 542 |  |

| Zpráva | |                                     |                                                                                |                                                                               |
| Evan Sarthou | Evan Sarthou | Brankáři                            | Daniel Vladař Aleš Stezka (od 16. minuty)                                      | Rozhodčí: Andreas Koch Per Gustav Solem Čároví: Markku Büse Michaël Tscherrig |
| A. Matthews (Ch. Fischer, M. Tkachuk) (PH1) – 11:02 C. Keller (J. Bracco) – 11:09 M. Floodstrand (B. Warren, T. Terry) – 13:00 L. Kunin (Ch. Fischer, J. Greenway) – 15:07 A. Matthews (M. Tkachuk, J. Roslovic) – 40:39 J. Bracco (C. Fitzgerald, C. White) – 42:39 L. Kunin (C. Jones, J. Greenway) – 53:44 | A. Matthews (Ch. Fischer, M. Tkachuk) (PH1) – 11:02 C. Keller (J. Bracco) – 11:09 M. Floodstrand (B. Warren, T. Terry) – 13:00 L. Kunin (Ch. Fischer, J. Greenway) – 15:07 A. Matthews (M. Tkachuk, J. Roslovic) – 40:39 J. Bracco (C. Fitzgerald, C. White) – 42:39 L. Kunin (C. Jones, J. Greenway) – 53:44 | 1:0 2:0 3:0 4:0 4:1 5:1 6:1 6:2 7:2 | 27:38 – M. Svoboda (A. Furch, P. Kalina) 52:39 – P. Zacha (D. Kase, F. Hronek) | Rozhodčí: Andreas Koch Per Gustav Solem Čároví: Markku Büse Michaël Tscherrig |
| 6 min | 6 min | Tresty                              | 12 min                                                                         | Rozhodčí: Andreas Koch Per Gustav Solem Čároví: Markku Büse Michaël Tscherrig |
| 43 | 43 | Střely                              | 14                                                                             | Rozhodčí: Andreas Koch Per Gustav Solem Čároví: Markku Büse Michaël Tscherrig |

| 23. dubna 2015 16:00 | Kanada | 5 : 3 (3:1, 1:1, 1:1) | Švédsko | Bossard Arena, Zug Návštěvnost: 1 248 |  |

| Zpráva | |                                 | |                                                                                  |
| Zach Sawchenko | Zach Sawchenko | Brankáři                        | Felix Sandström | Rozhodčí: Vladimír Pešina Marian Rohatsch Čároví: Brian Oliver Alexandr Otmachov |
| J. Harkins (E. Bear) – 05:11 M. Stephens (G. Knott, M. Barzal) – 06:07 D. Sideroff (J. Harkins, N. Roy) – 19:26 M. Stephens (G. Knott, M. Barzal) – 37:23 G. Knott (M. Stephens, N. Roy) (PH1) – 55:56 | J. Harkins (E. Bear) – 05:11 M. Stephens (G. Knott, M. Barzal) – 06:07 D. Sideroff (J. Harkins, N. Roy) – 19:26 M. Stephens (G. Knott, M. Barzal) – 37:23 G. Knott (M. Stephens, N. Roy) (PH1) – 55:56 | 1:0 2:0 2:1 3:1 3:2 4:2 4:3 5:3 | 07:11 (PH1) – L. Carlsson (L. Olund, S. Ohlsson) 22:51 (VO1) – J. Eriksson Ek (C. Grundström) 55:34 – C. Grundström | Rozhodčí: Vladimír Pešina Marian Rohatsch Čároví: Brian Oliver Alexandr Otmachov |
| 8 min | 8 min | Tresty                          | 12 min | Rozhodčí: Vladimír Pešina Marian Rohatsch Čároví: Brian Oliver Alexandr Otmachov |
| 34 | 34 | Střely                          | 38 | Rozhodčí: Vladimír Pešina Marian Rohatsch Čároví: Brian Oliver Alexandr Otmachov |

| 23. dubna 2015 18:45 | Finsko | 3 : 0 (1:0, 0:0, 2:0) | Slovensko | Swiss Life Arena, Lucern Návštěvnost: 469 |  |

| Zpráva                                                                                             | |             |            |                                                                                  |
| Veini Vehviläinen                                                                                  | Veini Vehviläinen                                                                                  | Brankáři    | Adam Húska | Rozhodčí: Andreas Harnebring Jurij Oskirko Čároví: Franco Espinoza Nicolas Piche |
| Patrik Laine – 06:39 S. Tavernier (A. Ruotsalainen) – 45:27 S. Tavernier (A. Ruotsalainen) – 48:01 | Patrik Laine – 06:39 S. Tavernier (A. Ruotsalainen) – 45:27 S. Tavernier (A. Ruotsalainen) – 48:01 | 1:0 2:0 3:0 |            | Rozhodčí: Andreas Harnebring Jurij Oskirko Čároví: Franco Espinoza Nicolas Piche |
| 8 min                                                                                              | 8 min                                                                                              | Tresty      | 6 min      | Rozhodčí: Andreas Harnebring Jurij Oskirko Čároví: Franco Espinoza Nicolas Piche |
| 23                                                                                                 | 23                                                                                                 | Střely      | 21         | Rozhodčí: Andreas Harnebring Jurij Oskirko Čároví: Franco Espinoza Nicolas Piche |

| 23. dubna 2015 20:00 | Rusko | 0 : 5 (0:1, 0:2, 0:2) | Švýcarsko | Bossard Arena, Zug Návštěvnost: 2 381 |  |

| Zpráva        |               |                     | |                                                                            |
| Ilja Samsonov | Ilja Samsonov | Brankáři            | Joren van Pottelberghe | Rozhodčí: Petri Lindqvist Róbert Müllner Čároví: Jiří Gebauer Martin Korba |
|               |               | 0:1 0:2 0:3 0:4 0:5 | 07:51 – S. Forrer 32:26 (PH1) – A. Impose (D. Riat, M. Holdener) 39:40 – A. Impose (D. Malgin) 43:21 – D. Malgin 51:22 – D. Volejnicek (S. Forrer) | Rozhodčí: Petri Lindqvist Róbert Müllner Čároví: Jiří Gebauer Martin Korba |
| 18 min        | 18 min        | Tresty              | 10 min | Rozhodčí: Petri Lindqvist Róbert Müllner Čároví: Jiří Gebauer Martin Korba |
| 29            | 29            | Střely              | 35 | Rozhodčí: Petri Lindqvist Róbert Müllner Čároví: Jiří Gebauer Martin Korba |

### Semifinále
| 25. dubna 2015 15:00 | Kanada | 2 : 7 (0:0, 1:2, 1:5) | USA | Bossard Arena, Zug Návštěvnost: 4 170 |  |

| Zpráva                                                                                      |                                                                                             |                                     | |                                                                                 |
| Zach Sawchenko Evan Cormier (od 43. minuty)                                                 | Zach Sawchenko Evan Cormier (od 43. minuty)                                                 | Brankáři                            | Evan Sarthou | Rozhodčí: Andreas Harnebring Petri Lindqvist Čároví: Markku Büse Hannu Sormunen |
| D. Sideroff (P. Wotherspoon, N. Roy) (PH1) – 31:49 M. Stephens (B. Howden, E. Bear) – 44:18 | D. Sideroff (P. Wotherspoon, N. Roy) (PH1) – 31:49 M. Stephens (B. Howden, E. Bear) – 44:18 | 0:1 1:1 1:2 1:3 1:4 2:4 2:5 2:6 2:7 | 22:25 – C. Keller (J. Bracco, Ch. Krys) 37:58 – A.Matthews (M. Floodstrand) 42:23 – Matthews (M. Tkachuk, J. Roslovic) 42:55 – C. White (C. Jones) 44:39 – J. Greenway (Ch. Fischer) 47:09 – C. White (C. Keller, J. Bracco) 49:45 – C. White (C. Keller, J. Bracco) | Rozhodčí: Andreas Harnebring Petri Lindqvist Čároví: Markku Büse Hannu Sormunen |
| 12 min                                                                                      | 12 min                                                                                      | Tresty                              | 10 min | Rozhodčí: Andreas Harnebring Petri Lindqvist Čároví: Markku Büse Hannu Sormunen |
| 18                                                                                          | 18                                                                                          | Střely                              | 38 | Rozhodčí: Andreas Harnebring Petri Lindqvist Čároví: Markku Büse Hannu Sormunen |

| 25. dubna 2015 19:00 | Finsko | 5 : 4 PP (2:2, 0:0, 2:2 ; 1:0) | Švýcarsko | Bossard Arena, Zug Návštěvnost: 7 015 |  |

| Zpráva | |                                     | |                                                                            |
| Veini Vehviläinen | Veini Vehviläinen | Brankáři                            | Joren van Pottelberghe | Rozhodčí: Brett Iverson Marian Rohatsch Čároví: Martin Korba Nicolas Piche |
| J. Puljujäarvi (J. Valimaki) – 01:15 Patrik Laine (A. Saarela) – 19:04 A. Saarela (J. Puljujäarvi, S. Tavernier) (PH1) – 42:54 Patrik Laine (J. Puljujäarvi) – 48:17 A. Saarela – 65:19 | J. Puljujäarvi (J. Valimaki) – 01:15 Patrik Laine (A. Saarela) – 19:04 A. Saarela (J. Puljujäarvi, S. Tavernier) (PH1) – 42:54 Patrik Laine (J. Puljujäarvi) – 48:17 A. Saarela – 65:19 | 1:0 1:1 1:2 2:2 3:2 4:2 4:3 4:4 5:4 | 04:45 – D. Riat (J. Siegenthaler, A. Impose) 16:59 – K. Suleski 58:04 – N. Hischier (J. Siegenthaler, C. Thurkauf) 59:19 (PP) – D. Riat (A. Impose, C. Thurkauf) | Rozhodčí: Brett Iverson Marian Rohatsch Čároví: Martin Korba Nicolas Piche |
| 10 min | 10 min | Tresty                              | 10 min | Rozhodčí: Brett Iverson Marian Rohatsch Čároví: Martin Korba Nicolas Piche |
| 28 | 28 | Střely                              | 33 | Rozhodčí: Brett Iverson Marian Rohatsch Čároví: Martin Korba Nicolas Piche |

### Zápas o 3. místo
| 26. dubna 2015 15:00 | Kanada | 5 : 2 (3:2, 2:0, 0:0) | Švýcarsko | Bossard Arena, Zug Návštěvnost: 4 718 |  |

| Zpráva | |                             |                                                                                         |                                                                                    |
| Zach Saswchenko | Zach Saswchenko | Brankáři                    | Joren van Pottelberghe                                                                  | Rozhodčí: Vladimír Pešina Christopher Pitoscia Čároví: Brian Oliver Hannu Sormunen |
| G. Gawdin (T. Soy) – 07:09 J. Harkins (T. Benson) – 09:39 D. Sideroff (G. Knott, K. Capobianco) – 11:54 B. Howden (N. Roy, D. Sideroff) – 36:25 G. Gawdin (M. Spencer, T. Soy) – 38:43 | G. Gawdin (T. Soy) – 07:09 J. Harkins (T. Benson) – 09:39 D. Sideroff (G. Knott, K. Capobianco) – 11:54 B. Howden (N. Roy, D. Sideroff) – 36:25 G. Gawdin (M. Spencer, T. Soy) – 38:43 | 1:0 2:0 3:0 3:1 3:2 4:2 5:2 | 17:30 (PH1) – D. Riat (Ch. Pinana, N. Marchon) 18:55 – R. Fuchs (Ch. Pinana, R. Prassl) | Rozhodčí: Vladimír Pešina Christopher Pitoscia Čároví: Brian Oliver Hannu Sormunen |
| 10 min | 10 min | Tresty                      | 2 min                                                                                   | Rozhodčí: Vladimír Pešina Christopher Pitoscia Čároví: Brian Oliver Hannu Sormunen |
| 33 | 33 | Střely                      | 30                                                                                      | Rozhodčí: Vladimír Pešina Christopher Pitoscia Čároví: Brian Oliver Hannu Sormunen |

### Finále
| 26. dubna 2015 19:00 | USA | 2 : 1 PP (0:1, 0:0, 1:0 ; 1:0) | Finsko | Bossard Arena, Zug Návštěvnost: 4 457 |  |

| Zpráva                                                                                 |                                                                                        |             |                              |                                                                                 |
| Evan Sarthou                                                                           | Evan Sarthou                                                                           | Brankáři    | Veini Vehviläinen            | Rozhodčí: Brett Iverson Marian Rohatsch Čároví: Alexandr Otmachov Nicolas Piche |
| J. Roslovic (M. Tkachuk, A. Matthews) – 48:41 C. White (J. Bracco, Ch. McAvoy) – 72:44 | J. Roslovic (M. Tkachuk, A. Matthews) – 48:41 C. White (J. Bracco, Ch. McAvoy) – 72:44 | 0:1 1:1 2:1 | 00:17 – J. Nättinen (S. Aho) | Rozhodčí: Brett Iverson Marian Rohatsch Čároví: Alexandr Otmachov Nicolas Piche |
| 2 min                                                                                  | 2 min                                                                                  | Tresty      | 4 min                        | Rozhodčí: Brett Iverson Marian Rohatsch Čároví: Alexandr Otmachov Nicolas Piche |
| 62                                                                                     | 62                                                                                     | Střely      | 20                           | Rozhodčí: Brett Iverson Marian Rohatsch Čároví: Alexandr Otmachov Nicolas Piche |

## Hodnocení hráčů

### Nejlepší hráči podle direktoriátu IIHF
Reference: 
| Pozice              | Hráč            |
| ------------------- | --------------- |
| Nejužitečnější hráč | Auston Matthews |
| Brankář             | Ilja Samsonov   |
| Obránce             | Vili Saarijärvi |
| Útočník             | Auston Matthews |

### All Stars
Reference: 
| Pozice          | Hráč               |
| --------------- | ------------------ |
| Brankář         | Veini Vehviläinen  |
| Levý obránce    | Vili Saarijärvi    |
| Pravý obránce   | Jonas Siegenthaler |
| Levé křídlo     | Denis Malgin       |
| Střední útočník | Auston Matthews    |
| Pravé křídlo    | Patrik Laine       |

## Konečné pořadí
| Por.             | Tým       |
| ---------------- | --------- |
| Zlatá medaile    | USA       |
| Stříbrná medaile | Finsko    |
| Bronzová medaile | Kanada    |
| 4.               | Švýcarsko |
| 5.               | Rusko     |
| 6.               | Česko     |
| 7.               | Slovensko |
| 8.               | Švédsko   |
| 9.               | Lotyšsko  |
| 10.              | Německo   |

## Nižší divize

### 1. divize

#### Skupina A
- Termín konání: 12. – 18. dubna 2015
- Místo konání:  Maďarsko, Debrecín

|  | Postup do elitní skupiny MS   |
|  | Sestup do skupiny B 1. divize |

| Tým        | Z | V | VP | PP | P | GV | GI | +/- | B  |
| ---------- | - | - | -- | -- | - | -- | -- | --- | -- |
| Dánsko     | 5 | 4 | 1  | 0  | 0 | 24 | 8  | +16 | 14 |
| Bělorusko  | 5 | 3 | 1  | 1  | 0 | 23 | 11 | +12 | 12 |
| Francie    | 5 | 2 | 1  | 0  | 2 | 16 | 13 | +3  | 8  |
| Norsko     | 5 | 2 | 0  | 2  | 1 | 14 | 12 | +2  | 8  |
| Kazachstán | 5 | 1 | 0  | 0  | 4 | 15 | 28 | −13 | 3  |
| Maďarsko   | 5 | 0 | 0  | 0  | 5 | 11 | 31 | −20 | 0  |

#### Skupina B
- Termín konání: 12. – 18. dubna 2015
- Místo konání:  Slovinsko, Maribor

|  | Postup do skupiny A 1. divize |
|  | Sestup do skupiny A 2. divize |

| Tým       | Z | V | VP | PP | P | GV | GI | +/- | B  |
| --------- | - | - | -- | -- | - | -- | -- | --- | -- |
| Rakousko  | 5 | 5 | 0  | 0  | 0 | 26 | 6  | +20 | 15 |
| Slovinsko | 5 | 3 | 0  | 1  | 1 | 27 | 21 | +6  | 10 |
| Japonsko  | 5 | 2 | 1  | 0  | 2 | 16 | 16 | 0   | 8  |
| Ukrajina  | 5 | 2 | 0  | 0  | 3 | 13 | 14 | −1  | 6  |
| Itálie    | 5 | 1 | 0  | 0  | 4 | 16 | 24 | −8  | 3  |
| Litva     | 5 | 1 | 0  | 0  | 4 | 8  | 25 | −17 | 3  |

### 2. divize

#### Skupina A
- Termín konání: 22. – 28. března 2015
- Místo konání:  Estonsko, Tallinn

|  | Postup do skupiny B 1. divize |
|  | Sestup do skupiny B 2. divize |

| Tým            | Z | V | VP | PP | P | GV | GI | +/- | B  |
| -------------- | - | - | -- | -- | - | -- | -- | --- | -- |
| Jižní Korea    | 5 | 5 | 0  | 0  | 0 | 28 | 7  | +21 | 15 |
| Polsko         | 5 | 4 | 0  | 0  | 1 | 18 | 10 | +8  | 12 |
| Velká Británie | 5 | 2 | 1  | 0  | 2 | 18 | 13 | +5  | 8  |
| Nizozemsko     | 5 | 1 | 1  | 1  | 2 | 18 | 22 | −4  | 6  |
| Chorvatsko     | 5 | 1 | 0  | 0  | 4 | 9  | 24 | −15 | 3  |
| Estonsko       | 5 | 0 | 0  | 1  | 4 | 11 | 26 | −15 | 1  |

#### Skupina B
- Termín konání: 16. – 22. března 2015
- Místo konání:  Srbsko, Novi Sad

|  | Postup do skupiny A 2. divize |
|  | Sestup do skupiny A 3. divize |

| Tým       | Z | V | VP | PP | P | GV | GI | +/- | B  |
| --------- | - | - | -- | -- | - | -- | -- | --- | -- |
| Rumunsko  | 5 | 4 | 1  | 0  | 0 | 46 | 12 | +34 | 14 |
| Španělsko | 5 | 4 | 0  | 1  | 0 | 28 | 13 | +15 | 13 |
| Srbsko    | 5 | 3 | 0  | 0  | 2 | 21 | 13 | +8  | 9  |
| Belgie    | 5 | 1 | 1  | 0  | 3 | 20 | 26 | −6  | 5  |
| Čína      | 5 | 1 | 0  | 0  | 4 | 14 | 27 | −13 | 3  |
| Austrálie | 5 | 0 | 0  | 1  | 4 | 11 | 49 | −38 | 1  |

### 3. divize

#### Skupina A
- Termín konání: 22. – 28. března 2015
- Místo konání:  Tchaj-wan, Tchaj-pej

|  | Postup do skupiny B 2. divize                                                      |
|  | Sestup do skupiny B 3. divize (v závislosti na uspořádání divizí v dalším ročníku) |

| Tým       | Z | V | VP | PP | P | GV | GI | +/- | B  |
| --------- | - | - | -- | -- | - | -- | -- | --- | -- |
| Island    | 5 | 3 | 2  | 0  | 0 | 19 | 13 | +6  | 13 |
| Mexiko    | 5 | 1 | 2  | 2  | 0 | 17 | 10 | +7  | 9  |
| Bulharsko | 5 | 2 | 0  | 2  | 1 | 14 | 12 | +2  | 8  |
| Tchaj-wan | 5 | 2 | 1  | 0  | 2 | 28 | 16 | +12 | 8  |
| Izrael    | 5 | 2 | 0  | 1  | 2 | 16 | 15 | +1  | 7  |
| JAR       | 5 | 0 | 0  | 0  | 5 | 7  | 35 | −28 | 0  |

#### Skupina B
- Termín konání: 17. – 19. března 2015
- Místo konání:  Nový Zéland, Auckland

|  | Postup do skupiny A 3. divize |

| Tým         | Z | V | VP | PP | P | GV | GI | +/- | B |
| ----------- | - | - | -- | -- | - | -- | -- | --- | - |
| Turecko     | 2 | 2 | 0  | 0  | 0 | 14 | 5  | +9  | 6 |
| Nový Zéland | 2 | 1 | 0  | 0  | 1 | 12 | 10 | +2  | 3 |
| Hongkong    | 2 | 0 | 0  | 0  | 2 | 6  | 17 | −11 | 0 |